# Dominique Bucchini
Dominique Bucchini [bukini], né le 24 janvier 1943 à Sartène (Corse-du-Sud), est une personnalité politique française. Membre du Parti communiste français (PCF), il a été maire de Sartène, député européen et président de l'Assemblée de Corse.

## Biographie
Dominique Bucchini est né le 24 janvier 1943 à Sartène. Il passe son enfance en Corse.
Il est d'abord instituteur en Vendée, puis il part en coopération au Sénégal, à Thiès, en tant que professeur d'histoire-géographie jusqu'en 1971. Il y anime la section foot du Thiès étudiant club. En 1971, le gouvernement sénégalais de l'époque lui fait savoir qu'il devient indésirable. Il quitte alors le pays pour exercer sa profession tout d'abord à Montreuil puis au lycée agricole de Sartène. Il adhère en 1972 au Parti communiste. 
Il est député européen pour le PCF du 28 septembre 1981 au 23 juillet 1984. Il fait alors partie de la commission de la jeunesse, de la culture, de l'éducation, de l'information et des sports. Il est également maire communiste de Sartène (de 1977 à 2001) et conseiller général de Corse-du-Sud pour le canton de Sartène. 
En 1996, il est victime d'une tentative d'assassinat en raison de ses positions contre les différentes formes de racket (impôt révolutionnaire, etc.) et les attentats contre les édifices publics. 
Dominique Bucchini est président du Groupe communiste républicain et citoyen à l'Assemblée de Corse durant la mandature 2004-2010. Il siège à l'Assemblée de Corse de 1984 à 2017. 
Il conduit la liste Front de gauche aux élections territoriales corses de 2010 où il recueille 10,02 % des voix au 1er tour. Il est présent au second tour en troisième position sur la liste d'union de la gauche conduite par Paul Giacobbi. Il est élu président de l'Assemblée de Corse lors du troisième tour de scrutin.
Dominique Bucchini est marié et père de deux enfants.

## Décoration
En 2016, Dominique Bucchini est élevé au grade d'Officier de la Légion d'honneur.

## Synthèse des mandats
- mars 1977 - mars 2001 : maire de Sartène
- 28 septembre 1981 - 23 juillet 1984 : député européen
- 1988 - 2001 : conseiller général de la Corse-du-Sud du canton de Sartène
- 25 mars 2010 - 17 décembre 2015 : président de l'Assemblée de Corse
- 12 août 1984 - 10 décembre 2017 : conseiller territorial à l'Assemblée de Corse